# Clube de 1789
O Clube de 1789 (em francês:  Club de 1789), ou Sociedade Patriótica de 1789 (em francês:  Société patriotique de 1789), foi um clube político da Revolução Francesa inaugurado durante um banquete festivo realizado no Palais Royal em 13 de maio de 1790 por elementos mais moderados do Clube Bretão. No auge de sua influência, foi o segundo clube mais importante depois do Clube Jacobino.
Entre seus membros estavam Jean Sylvain Bailly, Prefeito de Paris; Gilbert du Motier, Marquês de La Fayette, comandante em chefe da Guarda Nacional; François XII de La Rochefoucauld, Isaac Le Chapelier, Honoré Gabriel Riqueti de Mirabeau, Emmanuel Joseph Sieyès, Charles Maurice de Talleyrand-Périgord e Nicolas de Condorcet.
O clube mantinha um apartamento no Palais-Royal, onde eram realizados banquetes. Seus membros eram considerados moderados e preferiam que a França permanecesse uma monarquia constitucional, em oposição aos republicanos.
A popularidade do clube acabou diminuindo no mesmo ano em que foi fundado e o público restante foi formar o Clube dos Feuillants, fundado em 18 de julho de 1791.